# Cantonul Audruicq
Cantonul Audruicq este un canton din arondismentul Saint-Omer, departamentul Pas-de-Calais, regiunea Nord-Pas-de-Calais, Franța.

## Comune
| Comune              | Populație (1999) | Cod poștal | Cod INSEE |
| ------------------- | ---------------- | ---------- | --------- |
| Audruicq            | 4 555            | 62370      | 62057     |
| Guemps              | 882              | 62370      | 62393     |
| Nortkerque          | 1 583            | 62370      | 62621     |
| Nouvelle-Église     | 343              | 62370      | 62623     |
| Offekerque          | 939              | 62370      | 62634     |
| Oye-Plage           | 5 882            | 62215      | 62645     |
| Polincove           | 560              | 62370      | 62662     |
| Ruminghem           | 1 163            | 62370      | 62730     |
| Saint-Folquin       | 2 062            | 62370      | 62748     |
| Sainte-Marie-Kerque | 1 412            | 62370      | 62756     |
| Saint-Omer-Capelle  | 835              | 62162      | 62766     |
| Vieille-Église      | 1 139            | 62162      | 62852     |
| Zutkerque           | 1 713            | 62370      | 62906     |